# Catholica
Catholica est une revue trimestrielle de réflexion politique et religieuse fondée en 1987 par Bernard Dumont et l'abbé Claude Barthe.

## Description
Elle est membre du Syndicat de la Presse culturelle et scientifique et soutenue par le Centre national du livre (organe du Ministère de la Culture et de la Communication). Elle aborde les sujets suivants: sociologie, droit, philosophie, art, spiritualité, théologie, morale, histoire et société.

## Comité de rédaction
Bernard Dumont (rédacteur en chef), assisté de Raphaël Delavigne, Louis Forestier, Denis Mestre, Marie Raynaud.

## Conseil scientifique
Conseil scientifique :
- Miguel Ayuso (Université Comillas, Madrid)
- Claude Barthe[7] (prêtre, Paris)
- Danilo Castellano (Université d'Udine)
- Gilles Dumont (Université de Nantes, fils de Bernard Dumont[8])
- Carlo Gambescia (sociologue, Rome)
- Pietro Giuseppe Grasso (Université de Pavie)
- Teodoro Klitsche de La Grange (avocat, Rome)
- Thomas Molnar (Université de Budapest)
- Dalmacio Negro Pavón (Université Complutense de Madrid)
- Claude Polin (Université Paris IV-Sorbonne)
- Christophe Réveillard (Université Paris IV-Sorbonne)
- Paul-Ludwig Weinacht (de) (Université  de Würzburg)
- Bernard Wicht (Université de Lausanne)

## Contributeurs
Parmi ses contributeurs on retrouve Philippe Baillet, Jean Brun, Jean-Marie Domenach, Serge Latouche, Thomas Molnar, Émile Poulat, Robert Spaemann, Alexandre Zinoviev, Éric Werner, Tomislav Sunić.